# Gerry Mulligan Bob Brookmeyer Play Phil Sunkel's Jazz Concerto Grosso
Gerry Mulligan Bob Brookmeyer Play Phil Sunkel's Jazz Concerto Grosso è un  album dal vivo (da tre differenti live) pubblicato nel 1958 dalla ABC-Paramount Records.

## Tracce
Lato A
1. Jazz Concerto Grosso (Phil Sunkel) – Registrato 13 e 29 maggio e 14 giugno del 1956 a New York City

Lato B
1. Something for the Ladies (Phil Sunkel) – Registrato il 15 ottobre del 1957 a New York City
2. Song for Cornet (Phil Sunkel) – Registrato il 14 ottobre del 1957 a New York City

## Musicisti
Brano 1
- Bob Brookmeyer - trombone a pistoni
- Phil Sunkel - tromba
- Al Stewart - tromba
- Siggy Shatz - tromba
- Gene Hessler - trombone
- Dick Meldonian - sassofono alto
- Buddy Arnold - sassofono tenore
- Gene Allen - sassofono baritono
- George Syran - pianoforte
- Bob Petersen - contrabbasso
- Harold Granowsky - batteria

Brano 2
- Bob Brookmeyer - trombone a pistoni
- Phil Sunkel - cornetta
- Gerry Mulligan - sassofono baritono
- Jim Reider - sassofono tenore
- John Wilson - flugelhorn
- Wendell Marshall - contrabbasso
- Harold Granowsky - batteria

Brano 3
- Bob Brookmeyer - trombone a pistoni
- Phil Sunkel - cornetta
- Gerry Mulligan - sassofono baritono
- Gene Allen - sassofono baritono
- Dick Meldonian - sassofono alto
- Cliff Hoff - sassofono tenore
- Bill Slapin - sassofono tenore
- Nick Travis - tromba
- Al Stewart - tromba
- Don Stratton - tromba
- John Wilson - tromba
- Eddie Bert - trombone basso
- Frank Rehak - trombone
- Don Butterfield - tuba
- Milt Hinton - contrabbasso
- Osie Johnson - batteria